# Martín Puye Topepé
Martín Puye Topepé (Baney, Bioko, 1940 – 14 de juliol de 1998) va ser un polític equatoguineà vinculat al Moviment per a l'Autodeterminació de l'Illa de Bioko (MAIB).

## Biografia
Va freqüentar l'escola elemental en el seu llogaret natal, Baney.
En 1961 va emigrar a Espanya per finalitzar els estudis d'electromecànica prop del Centre n. 1 de Formació Professional Accelerada de Madrid. A mitjan anys seixanta va crear l'empresa PUYGASA (Puye i Gabilondo, S.A.) en la branca de l'electromecànica. Aquesta companyia va participar en l'electrificació d'una part de Malabo.
La seva activitat política es va intensificar a partir dels anys vuitanta, quan va ser escollit alcalde de Baney, càrrec que va haver d'abandonar per no seguir la línia política del règim de Teodoro Obiang.
En 1993 va ser membre i fundador del Moviment per a l'Autodeterminació de l'Illa de Bioko (MAIB), signant del "Manifest Bubi de 1993" i membre-portaveu de la Junta Representativa, màxim òrgan d'aquest moviment.
Va ser detingut després dels fets del 21 de gener de 1998, condemnat a 26 anys de presó en la presó Playa Negra va morir a mà de les forces governamentals el 14 de juliol de 1998. Es van produir protestes en l'àmbit polític espanyol després de la seva mort, i es va convocar a Madrid una concentració en la seva memoria.